# Joachim Sterck van Ringelbergh

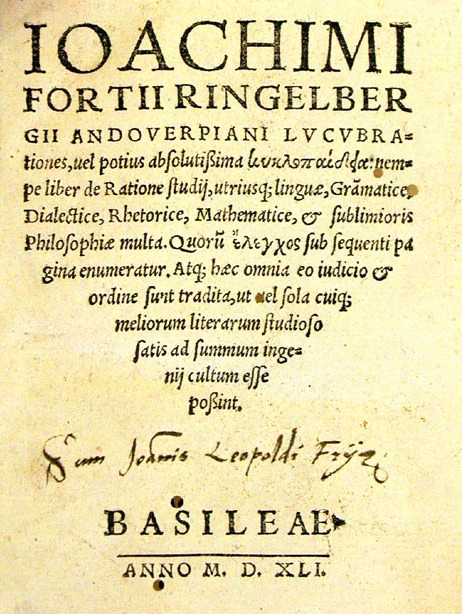
Lucubrationes... de Ringelbergh, Basilea, 1541.

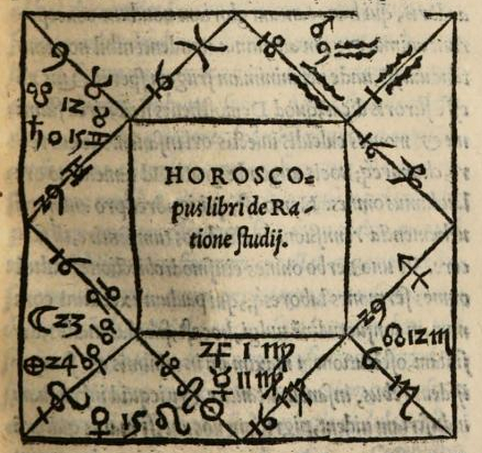
Horóscopo del tratado De ratione studii

Joachim Sterck van Ringelbergh, latinizado como Joachimus Fortius Ringelbergius (Amberes, 1499 - ¿1531?) fue un humanista, matemático y astrólogo flamenco.
Fue el primero en utilizar el término cyclopaedia (por encyclopaedia) en un título, con su libro Lucubrationes vel potius absolutissima κυκλοπαιδεία, nempe liber de ratione studii… (Basilea, 1538). Esta obra, publicada póstuma, es considerada como la primera en acercarse a la concepción moderna de una enciclopedia, pues en lugar de presentar una mera compilación ofrece una síntesis de lecturas sobre los diversos temas que aborda.

## Biografía
En los títulos de sus obras se menciona como «Andoverpianus», por lo que debía ser natural o al menos originario de la villa de Amberes. Se inscribió como estudiante en la Universidad de Lovaina el 5 de enero de 1519, donde tuvo como profesor a Petrus Curtius, esto es, Pieter de Corte. Después dirigió allí el Collegium trilingüe. De enero de 1528 a abril de 1529 viajó a Colonia, Maguncia, Heidelberg, Basilea, Friburgo y Estrasburgo. De esta última tornó a Amberes pasnado por Maguncia y Colonia. Algunos meses más tarde se puso en camino esta vez de París, donde pasó el otoño y se ganó la admiración de Andreas Hyperius. Luego viajó a Orleáns, Bourges y Lyon, donde se pierden sus datos desde el uno de enero de 1531.

## Obra
Es conocido sobre todo por sus manuales y su obra enciclopédica: Lucubrationes —vocablo latino que significa «trabajos nocturnos», lo que echa de ver que el autor pasó sus noches trabajando en esta obra. La constituyen una serie de tratados de los cuales algunos han sido datados en 1529. Esto podría indicar que el autor no planificó esta enciclopedia, sino que ella fue formada después como un todo, quizás incluso después de la muerte del autor, por un discípulo o editor que habría recogido diversos tratados bajo un título que los englobara.
La obra comienza por el tratado De ratione studii (literalmente, «Plan de estudios»), especie de arte de pensar y de metodología del trabajo intelectual que invita al estudiante a fijarse como ideal rivalizar en excelencia con los autores más grandes. Recomienda leer en voz alta todo y debatirlo con un condiscípulo. Indica las disciplinas para estudiar así como los autores para leer en cada una; el tratado concluye por su propio horóscopo (ver imagen). 
Inmediatamente después figuran una serie de tratados sobre gramática, dialéctica, retórica, matemáticas, astronomía, cartografía, cronología, astrología, fisiognomía e interpretación de sueños u onirocrítica. La obra concluye con una especie de diario titulado «Chaos» donde son abordados una variedad de temas sin orden alguno. 
En total se conocen unos treinta títulos de obras de Sterck van Ringelbergh incorporados o no a sus Lucubrationes. Muchos de estos tratados han sido editados o reeditados aisladamente, por ejemplo, entre muchos otros:
- Institutiones Astronomicae, 1528
- Dialectica, 1530
- Compendium de conscribendis versibus, 1531
- Libellus de usu vocum quae non flectuntur, Paris, Chr. Wechel, 1540
- Rhetorica, 1556
- De ratione studii, 1622.[1][2]